# Alfred Dillwyn Knox
Alfred Dillwyn 'Dilly' Knox (23 juli 1884 - 27 februari 1943) was een Brits geleerde en cryptoanalist (codebreker).
Knox, de vierde van zes kinderen van bisschop Edmund Arbuthnott Knox, studeerde de klassieken aan het King's college in Cambridge. Hij was de oom van schrijfster Penelope Fitzgerald.
Als codebreker was Knox actief in zowel de Eerste Wereldoorlog (in Kamer 40) als in de Tweede Wereldoorlog (op Station X, beter bekend als Bletchley Park). Bij de laatste had hij een leidinggevende functie.
In 1936 en 1937 ontwikkelde Knox de systemen Rodding en Buttoning Up waarmee de eenvoudige Enigma-machines (zonder stekkerbord) gekraakt konden worden.
Van 24 juli tot 27 juli 1939 neemt Knox, samen met de Alastair Denniston, Gustave Bertrand en Marian Rejewski, deel aan een Pools-Frans-Britse conferentie in Pyry, het hoofdkwartier van het Poolse Biuro Szyfrów ten zuiden van Warschau. Bij deze conferentie geven de Poolse cryptologen, die al sinds 1932 bezig waren met het kraken van de verschillende Duitse Enigma-machines, de geallieerden inzage in hun geheime bevindingen. Ze geven de geallieerden ook een Enigma-machine, een bomba en een set door Henryk Zygalski ontwikkelde geperforeerde bladen, de zogenaamde Zygalski-bladen.
Naast het breken van de Enigma-machine van de Duitse Abwehr bedacht Knox ook het zogenaamde Double Cross systeem, waarbij dubbelspionnen opzettelijk foutieve informatie krijgen. Doordat (een gedeelte van) de versleutelingsmethodes van de Duitsers gebroken waren kregen de Britten inzicht in de informatiestromen van hen en de vertrouwenspositie van de dubbelspionnen. Deze valse berichten kregen de bijnaam Illicit Services Knox (ISK, Illegale Services van Knox).
Knox overleed in februari 1943 na een lang gevecht tegen kanker.

## Gebruik in fictie
- The Rose code - Kate Quinn (historische fictie, uitgever HarperCollins, ISBN 9780063059412)